# Rumunsko na Letních olympijských hrách 1960
Rumunsko se účastnilo Letní olympiády 1960 v italském Římě. Zastupovalo ho 98 sportovců (82 mužů a 16 žen) ve 13 sportech.

## Medailisté
| Medaile | Jméno | Sport                | Soutěž                     |
| ------- | --- | -------------------- | -------------------------- |
| Zlato   | Jolanda Balașová | Atletika             | Ženy skok vysoký           |
| Zlato   | Ion Dumitrescu | Sportovní střelba    | Muži trap                  |
| Zlato   | Dumitru Pârvulescu | Zápas                | muži řecko-římský do 52 kg |
| Stříbro | Ion Cernea | Zápas                | muži řecko-římský do 57 kg |
| Bronz   | Sonia Iovan-Inovan Elena Leuștean-Popescu Elena Mărgărit-Niculeșcu Atanasia Ionescu Uta Poreceanu Emilia Vătășoiu-Liță | Sportovní gymnastika | Družstvo žen víceboj       |
| Bronz   | Lia Manoliuová | Atletika             | Ženy hod diskem            |
| Bronz   | Ion Monea | Box                  | Muži váha střední do 75 kg |
| Bronz   | Leon Rotman | Kanoistika           | Muži C-1 1 000 m           |
| Bronz   | Ion Țăranu | Zápas                | muži řecko-římský do 79 kg |
| Bronz   | Maria Vicolová | Šerm                 | Ženy fleret                |